# Brigitte Krause
Brigitte Krause (n. 9 martie 1929, Berlin, Republica de la Weimar – d. 29 aprilie 2007, Berlin, Germania) a fost o actriță germană care a făcut parte din ansamblul DEFA timp de aproape 20 de ani și a apărut în numeroase roluri de film și televiziune, inclusiv în producții DFF.  Printre cele mai cunoscute filme ale sale se numără Mersul trenurilor neregulat (1951), Oameni cu aripi (1960), Pe urmele bandei (1963) și Fiii Marei Ursoaice (1966).

## Filmografie selectivă
- 1949 Die Buntkarierten
- 1949 Rotation
- 1950 Der Rat der Götter
- 1950 Saure Wochen – frohe Feste
- 1951 Mersul trenurilor neregulat (Zugverkehr unregelmäßig), regia Erich Freund
- 1952 Romanul unei tinere căsnicii (Roman einer jungen Ehe), regia Kurt Maetzig
- 1955 O sărutare furată (Einmal ist keinmal), regia Konrad Wolf
- 1956 Das Stacheltier: Der weiche Artur
- 1958 Sonnensucher
- 1958 Der Prozeß wird vertagt
- 1959 Musterknaben
- 1959 Reifender Sommer
- 1960 Alwin der Letzte
- 1960 Oameni cu aripi (Leute mit Flügeln), regia Konrad Wolf
- 1961 Dragostea și pilotul secund (Die Liebe und der Co-Pilot), regia Richard Groschopp
- 1962 Das verhexte Fischerdorf
- 1962 Die Nacht an der Autobahn (film TV)
- 1963 Pe urmele bandei (Die Glatzkopfbande), regia Richard Groschopp
- 1964 Der Mann mit der Maske
- 1965 Der Staatsanwalt hat das Wort: Seriöser Erfinder sucht Teilhaber
- 1965 … nichts als Sünde
- 1966 Ohne Kampf kein Sieg
- 1966 Fiii Marei Ursoaice (Die Söhne der großen Bärin), regia Josef Mach
- 1968 Wir lassen uns scheiden
- 1968 Der Staatsanwalt hat das Wort: Strafsache Anker (serial TV)
- 1969 Verdacht auf einen Toten
- 1971 Frumoasa adormită (Dornröschen)
- 1971 Karriere
- 1971 Polizeiruf 110: Der Fall Lisa Murnau (serial TV)
- 1971 Der Staatsanwalt hat das Wort: Handelsrisiko (serial TV)
- 1972 Gefährliche Reise
- 1973 Der Staatsanwalt hat das Wort: … und wenn ich nein sage? (serial TV)
- 1974 Der Leutnant vom Schwanenkietz (film TV-3 serii)
- 1976 Schmidt tace și... nu face! (Nelken in Aspik), regia Günter Reisch
- 1979 Des Henkers Bruder
- 1983 Ferienheim Bergkristall: Silvester fällt aus
- 1984 Ferienheim Bergkristall: Mach mal’n bißchen Dampf
- 1984 Polizeiruf 110: Schwere Jahre (2. Teil) (serial TV)
- 1985 Ferienheim Bergkristall: Ein Fall für Alois
- 1987 … und ich dachte, du magst mich
- 1987 Polizeiruf 110: Die alte Frau im Lehnstuhl (serial TV)
- 1987 Käthe Kollwitz – Bilder eines Lebens
- 1989 Johanna (serial TV)